# Martin Heinrich Böhme

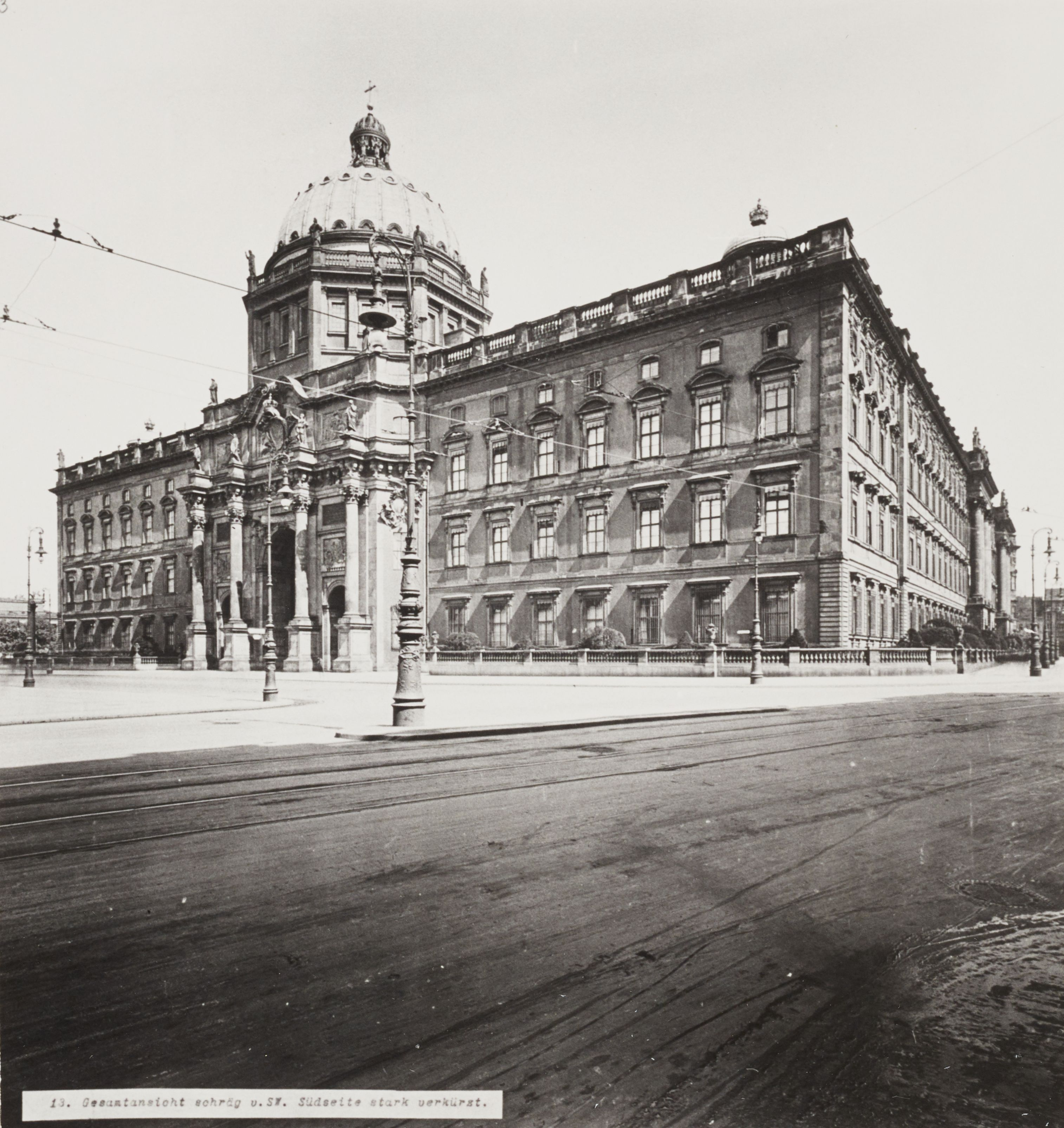
Die Westerweiterung des Berliner Schlosses vollendete Böhme nach Entwürfen von Eosander; die Kuppel war ein späterer Zusatz

Martin Heinrich Böhme (* 1676 vermutlich in Augsburg; † 21. Mai 1725 in Berlin) war ab 1713 preußischer Hofbaumeister in Berlin.

## Leben und Ausbildung

### Geburt und Ausbildung
Wahrscheinlich wurde Martin Heinrich Böhme 1676 in Augsburg geboren. Seine Laufbahn begann 1704, als er als Schüler Schlüters nach Potsdam und Freienwalde kam. 1713 ernannte König Friedrich Wilhelm I. Böhme zum Hofbaumeister, nachdem er unmittelbar nach dem Tod von König Friedrich I. (1713) seinen Vorgänger, Johann Friedrich Eosander von Göthe, entlassen hatte. Von 1713 bis 1716 leitete Böhme als königlicher Hofbaumeister in Berlin den Weiterbau am Berliner Schloss bis zur Vollendung des westlichen Teils vom Südflügel des neu entstandenen barocken Schlosses.

## Werke

### Schloss Schwedt

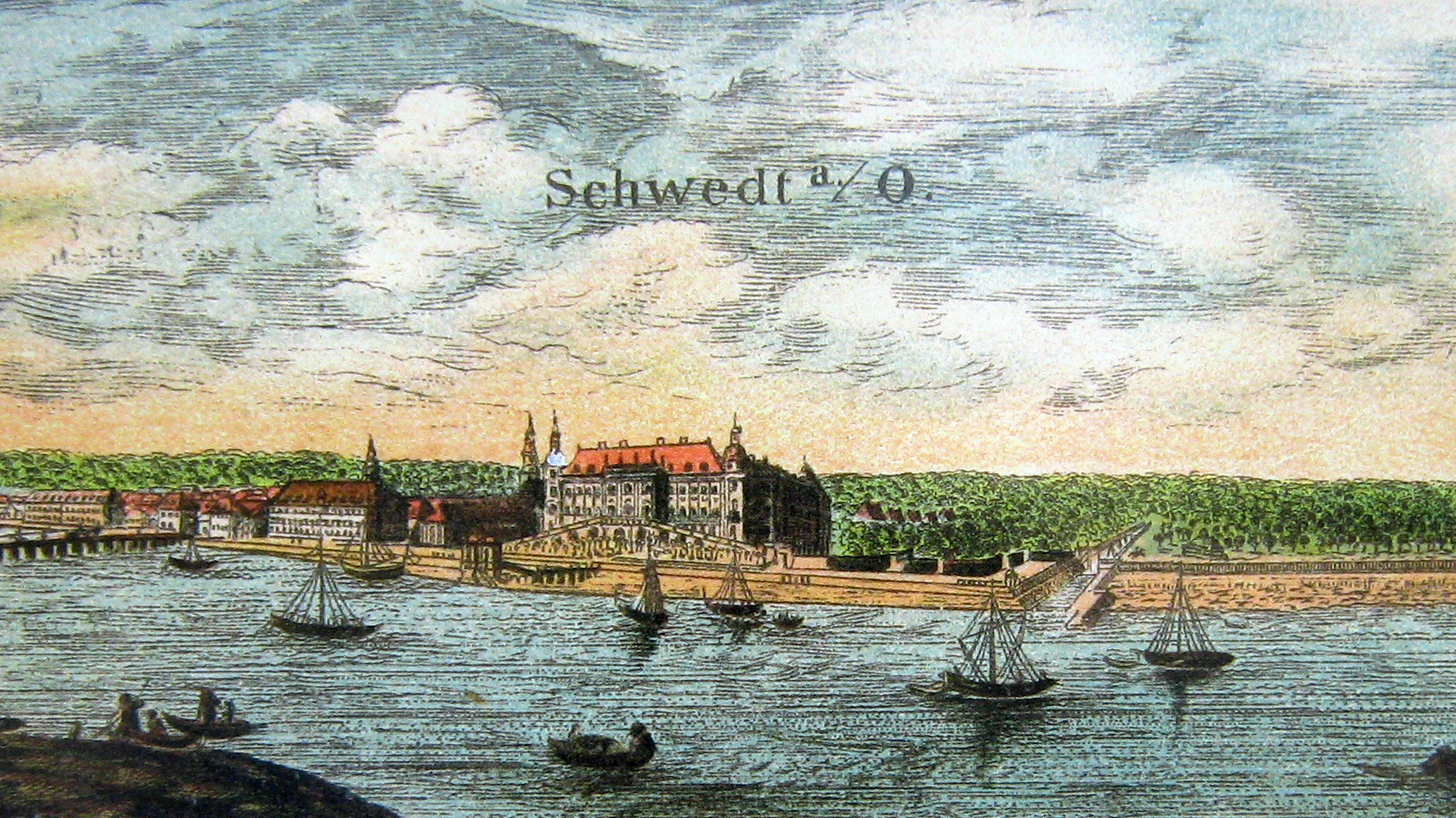
Schloss Schwedt, Ausschnitt einer historischen Postkarte

Von 1701 bis 1704 errichtete Böhme der Nordflügel des Schlosses in Schwedt. Es war zu diesem Zeitpunkt bereits eine typisch barocke, dreiflügelige Anlage, die sich an niederländischen Vorbildern orientierte. Im Zweiten Weltkrieg ausgebrannt, wurde es 1962 gesprengt.

### Luisenkirche Berlin-Charlottenburg
Der Grundstein der Luisenkirche wurde 1712 gelegt. Böhme hatte die Pläne des Oberbaudirektors Philipp Gerlach vereinfacht, so dass die Kirche für 6100 Taler gebaut werden konnte. Die Einweihung nahm am 12. Juli 1716 Propst Michael Roloff von der Friedrichswerderschen Kirche zu Berlin vor. Der Bau mit einem gleichschenkligen Kreuz als Grundriss in Form eines griechischen Kreuzes hatte keinen Turm, sondern einen hölzernen Dachreiter am Schnittpunkt der beiden Walmdächer. Ein Umbau durch Karl Friedrich Schinkel, seine Zerstörung und der Wiederaufbau in Schinkels Fassung lassen Böhmes Werk kaum noch erkennen.

### Palais Creutz in Berlin
Für Ehrenreich Bogislaus von Creutz erbaute Martin Heinrich Böhme von 1713 bis 1715 das innovative Palais Creutz in der Klosterstraße. Nach schwerer Beschädigung Zweiten Weltkrieg wurde es 1949 abgerissen.

### Berliner Dom

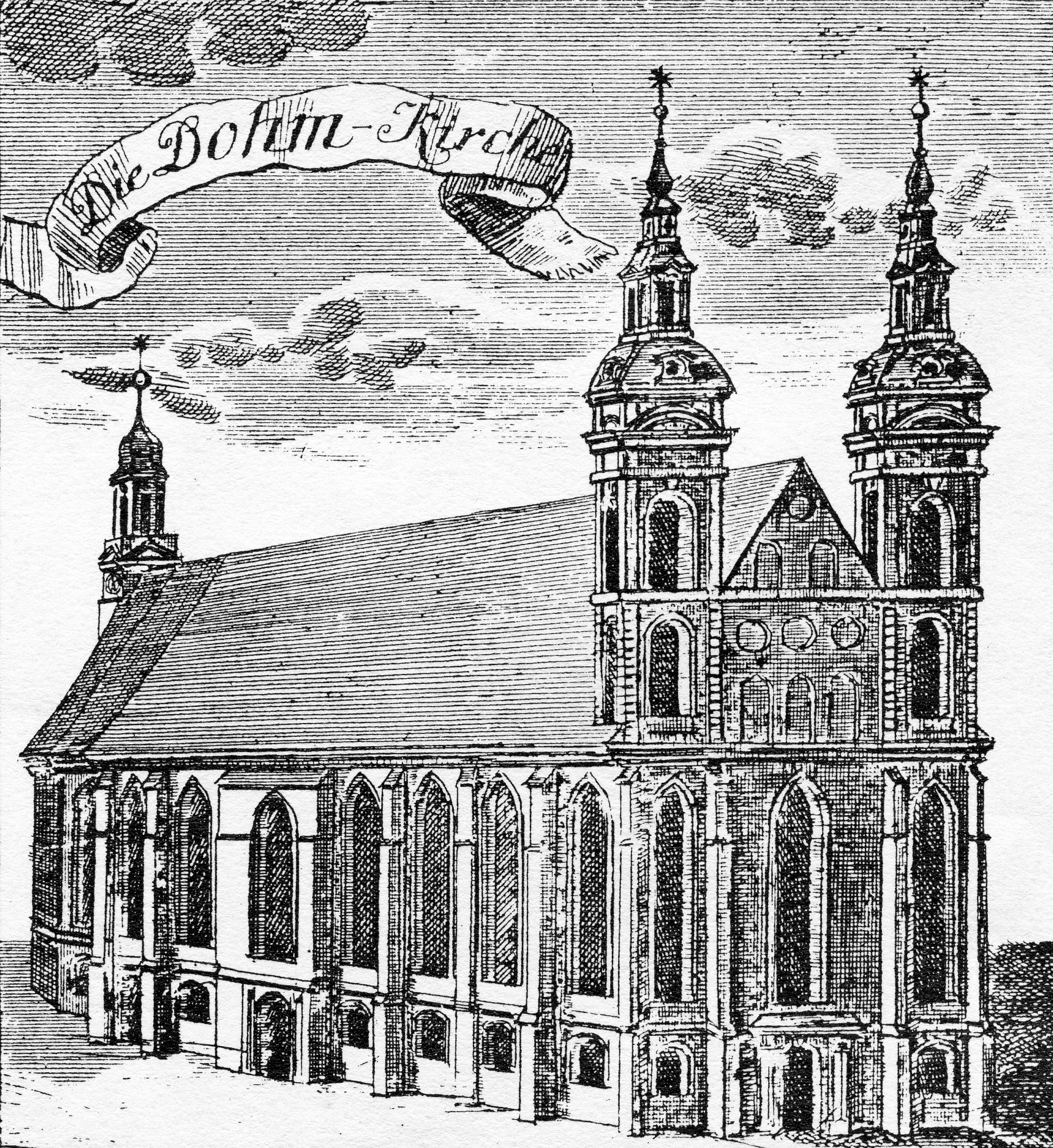
Berliner Dom 1737

Friedrich Wilhelm I., der „Soldatenkönig“, beauftragte Böhme 1717 mit der Erneuerung des alten Domes, der 1747 unter Friedrich II., dem „Alten Fritz“, abgerissen wurde. Am Lustgarten wurde anschließend ein neuer Dom errichtet.

### Petrikirche Berlin
Innenumbau der Petrikirche in Berlin ab 1717. Böhmes Arbeit ging infolge eines Blitzeinschlags, der den Bau verwüstete, noch vor der Fertigstellung unter.

### Schloss Friedrichsfelde

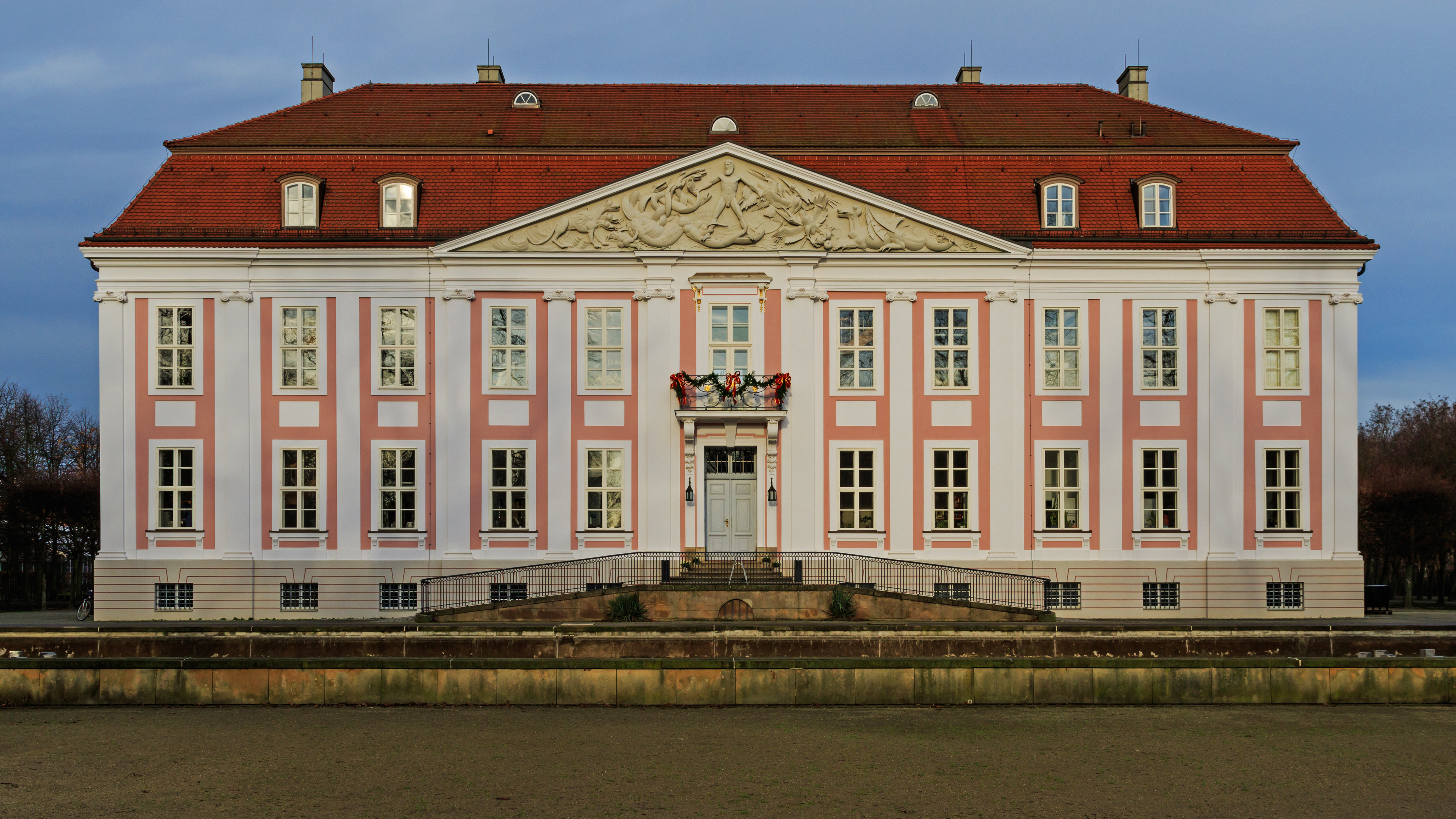
Schloss Friedrichsfelde

Das Schloss Friedrichsfelde wurde 1695 für den kurbrandenburgischen Generalmarinedirektor Benjamin Raule erbaut und im Jahre 1717 dem Markgrafen Albrecht Friedrich von Brandenburg-Schwedt übereignet. Böhme vergrößerte es um je drei Achsen nach Osten und Westen auf seine heutige Breite und baute eine dreiflügelige barocke Treppe aus Eichenholz ein.

### Palais Grumbkow
Als letzten Bau in Berlin errichtete Böhme 1724 das (1879 durch ein Postamt ersetzte) Palais Grumbkow in der Königstraße, heute Rathausstraße (ein Teil der Hauptseite wurde damals in den Bau einbezogen).